# اونوم سودجي
اونوم سودجي (بالإنجليزية: Onome Sodje)‏ (17 يوليو 1988 بواري في نيجيريا - ) هو لاعب كرة قدم نيجيري في مركز الهجوم. لعب مع أكسفورد يونايتد وإبسفليت يونايتد وبارتيزاني تيرانا وتشارلتون أثلتيك وشباب بلوزداد ونادي بارنسلي ونادي سينيتسا ونادي فلوريانا ونادي يورك سيتي وDong Nai FC ‏ ونونيتون بورو ‏ وويلينج يونايتد.

## وصلات خارجية
- اونوم سودجي على موقع قاعدة بيانات كرة القدم.إي يو (الإنجليزية)
- اونوم سودجي على موقع Soccerbase.com (لاعب) (الإنجليزية)
- اونوم سودجي على موقع Soccerway.com (الإنجليزية)